# 세계음악기행
세계음악기행은 EBS FM에서 방송되고 있는 음악 라디오 프로그램이다.
비영미권 음악을 주로 방송하며 국내 음악, 클래식, 재즈, 영화음악 등을 방송하기도 한다. 월요일부터 토요일까지의 진행은 2018년 기준 데뷔 25년차 싱어송라이터이자 기타리스트이며 뮤지션들의 뮤지션인 이승열이 맡았다. 줄여서 《세음행》이라고도 부른다.
단순히 음악만 소개하는 것이 아니라, 그 음악의 탄생 배경이나 뮤지션의 일대기까지 자세하게 설명해주기 때문에 어디가서 글로벌한 음악지식을 자랑할 수 있게 되는 프로그램이다.
꼭 주중 1회는 아니나 초대손님이 찾아와 손님라이브나 손님추천곡이 방송되는 세음행라운지 코너가 종종 있다.

## 역사
2002년 첫방송되었다. 전기현, 성기완, 호란, 이상은, 루시드폴 등이 그동안 DJ를 맡아 진행하였으며, 마지막 진행자인 이상순이 2011년 5월 30일부터 2012년 2월 24일까지 진행을 맡은 바 있다. 2010년 개편으로 주말 프로그램이 폐지되었고 2011년 개편으로 DJ가 루시드폴에서 이상순으로 교체되었다. 2012년 폐지 이후 방송되지 않다가 2018년 1월 1일부터 다시 6년만에 부활하여 가수 이승열이 진행한다.

## 요일별 코너

### 평일 코너
- 세음행 아티스트 라이브러리
- 세음행이 전하는 노래

### 주말 코너
- 세음행 Playlist (1부, 방성영 PD 진행)

### 개별 코너
- 세음행 라운지

### 2부 기준
- 월요일 : 한태인의 월드차트
- 화요일 : 임희윤의 US-UK 팝 뮤직
- 수요일 : 김영대의 우리 가요
- 목요일 : 아티스트 플레이리스트
- 금요일 : DJ 선곡 / 욜디의 앨범 반장
- 토요일 : 세음행 아티스트 라이브러리 스페셜
- 일요일 : 세음행이 전하는 노래 BEST

## 같이 보기
- EBS
- EBS FM